# Panjangjaya
Panjangjaya is een bestuurslaag in het regentschap Pandeglang van de provincie Banten, Indonesië. Panjangjaya telt 2737 inwoners (volkstelling 2010).